# Koniczyna pogięta
Koniczyna pogięta (Trifolium medium L.) – gatunek rośliny wieloletniej należącej do rodziny bobowatych. Występuje w prawie całej Europie, a także w Azji Zachodniej, na Kaukazie i w Syberii. W Polsce jest dość pospolity. Znana też jako koniczyna średnia.

## Morfologia

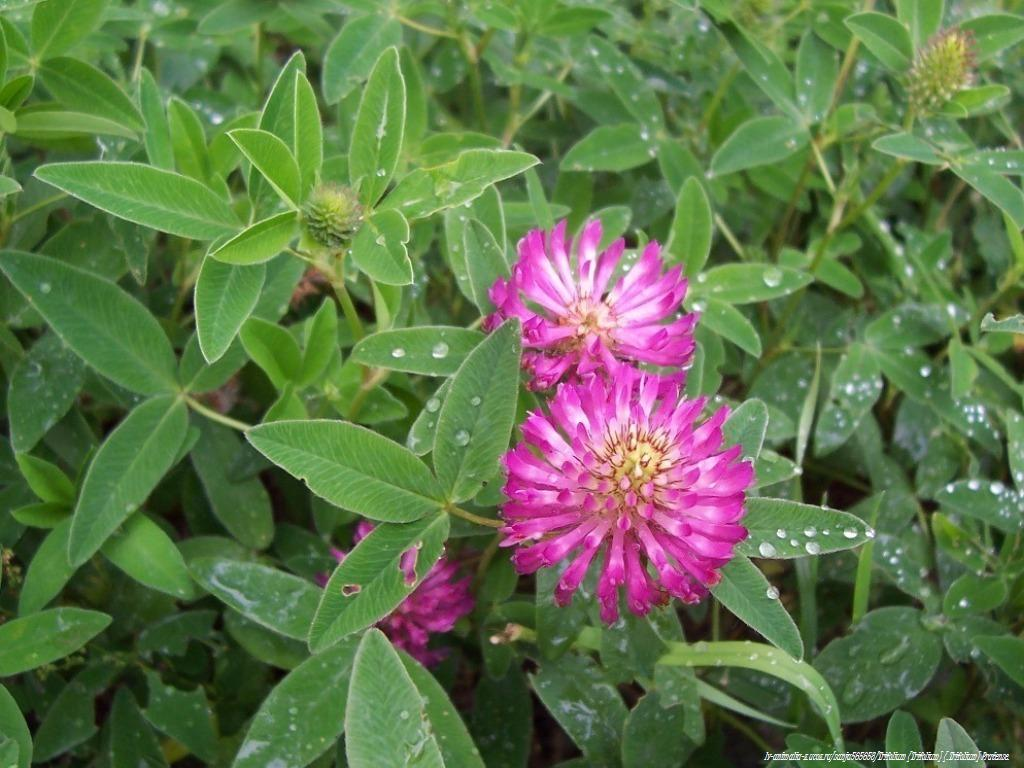
Kwiatostany i liście

ŁodygaPodnosząca się lub rozesłana i zygzakowato pogięta (stąd nazwa), o wysokości 15–50 cm. Jest przylegająco owłosiona, ale rzadko.
Liście3-listkowe, na górnej stronie zazwyczaj z jasnymi wybarwieniami. Listki eliptyczne lub szeroko odwrotnie jajowate, delikatnie ząbkowane. Przylistki orzęsione, trójkątnie jajowate, o końcach ostro przechodzących w szydłowaty koniec.
KwiatyKwiaty motylkowe, zebrane w jajowatą lub kulistą główkę. Zazwyczaj  wyrastają po 2 główki razem i otulone są  wspierającymi je liśćmi. Kwiaty karminowoczerwone z 10-nerwowym kielichem. Rurka kielicha jest z zewnątrz przylegająco owłosiona, a w gardzieli posiada pierścień włosków. Kielich jest 1,5 – 3 razy krótszy od korony.

## Biologia i ekologia
Bylina, hemikryptofit. Kwitnie od czerwca do sierpnia. Porasta suche łąki i jasne lasy. Rośnie głównie na glebach piaszczystych i bezwapiennych. W górach występuje po regiel dolny. Gatunek charakterystyczny dla związku (All.) Trifolion medii.

## Zmienność
- Występuje w dwóch odmianach[5]:
  - Trifolium medium L. var. medium. Jest bardziej rozpowszechniona
  - Trifolium medium L. var. sarosiense (Hazsl.) Savul. & Rayss. Występuje tylko w Rumunii
- Tworzy mieszańce z koniczyną długokłosową, k.dwukłosową, k. łąkową, k. pagórkową[6].